# Donald III av Skottland
Donald III eller Donald Bane (gaeliska: Domnall mac Donnchada eller Domnall Bán, "Donald Den Blonde"), född omkring 1033, död 1099, son till kung Duncan I, var även han kung av Skottland från 1093 till 1094 och från 1094 till 1097.
Donald undanträngde efter sin halvbror Malcolm III:s död 1093 sin medtävlare, Malcolms son Duncan II, från tronen och torde även ha anstiftat dennes död. En farligare motståndare fick han i Duncans bror Edgar, som 1097 med den engelske kungen Vilhelm Rufus hjälp bemäktigade sig Skottlands tron samt lät blända Donald (sticka ut hans ögon) och insätta honom i fängelse, där han inom kort avled. Donald hade stött sig på det keltisk-nationella partiet, som var missnöjt med Duncan II:s och Edgars böjelse för engelska sedvänjor. Möjligen var det på hans och hans vänners anstiftan som den norske kungen Magnus Barfot 1098 företog sitt härnadståg till Skottland.